# Seznam hradů a pevností na Krétě

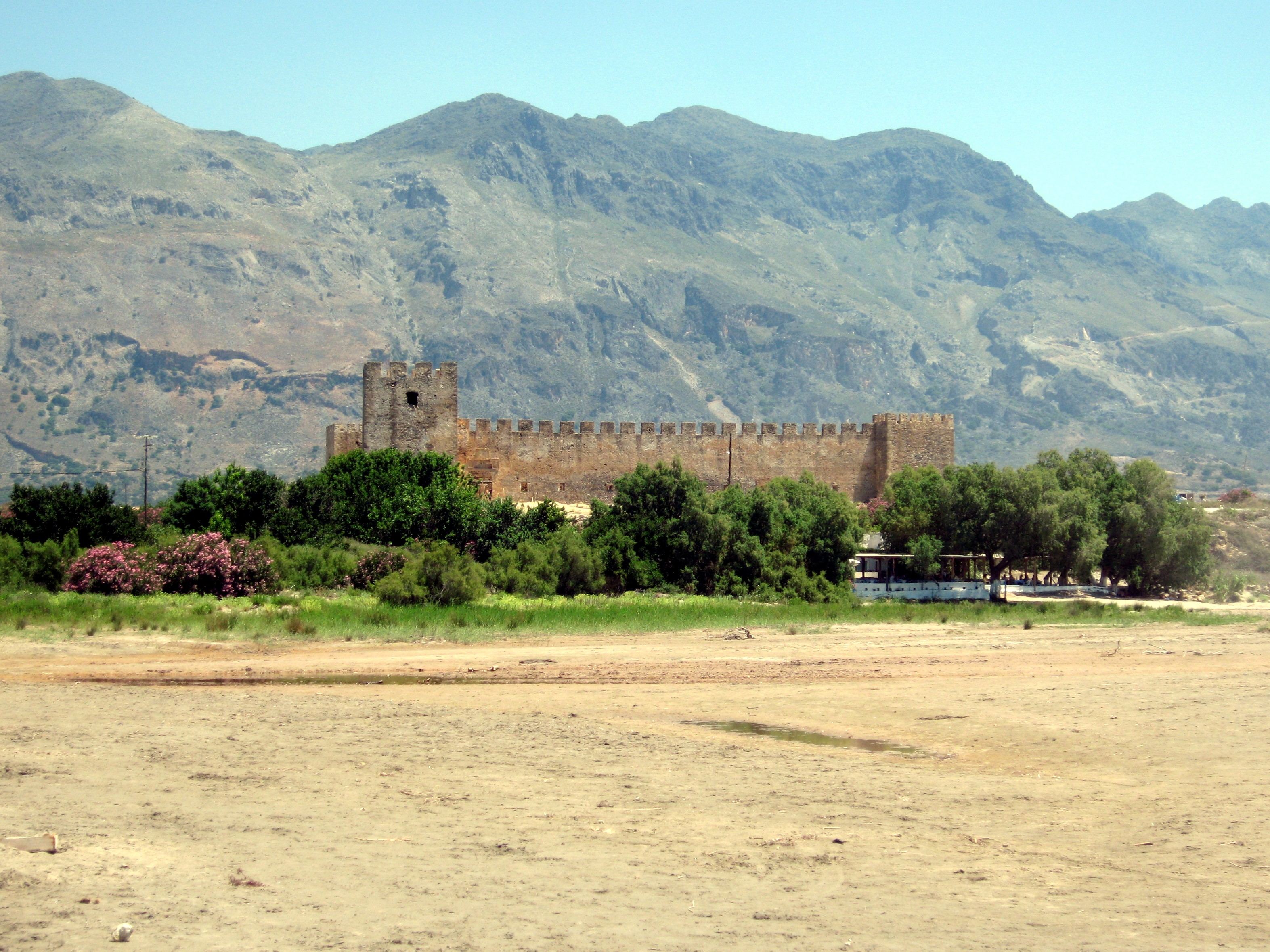
Frangokastello

Hrady na Krétě stavěli především Benátčané (vlastnící ostrov od roku 1204 do roku 1669) na obranu proti nebezpečí vpádu Osmanské říše, která ovšem ostrov stejně dobyla. Silné benátské pevnosti ale dobývání prodloužili o několik let.
- Frangokastello
- pevnost Kazarma
- pevnost Koules v Iraklionu
- dvě benátské pevnosti ne ostrově Agioi Theodoroi postavené na obranu proti pirátům
- Fortezza v Rethymnu
- benátská pevnost na ostrově Gramvousa
- opevnění na ostrově Souda
- Spinalonga